# Andrzej Trautman
Andrzej Mariusz Trautman (sinh ngày 4 tháng 1 năm 1933 tại Warsaw) là một nhà vật lý toán học người Ba Lan. Ông có những đóng góp cho lý thuyết lực hấp dẫn ngay từ năm 1958. "Khối lượng Trautman-Bondi" được đặt theo tên ông.

## Tiểu sử
Cha mẹ ông là Mieczysław, một họa sĩ dạy mỹ thuật tại một trường cấp hai ở Warsaw, và Eliza Trautman (nhũ danh André).
Trong các năm 1949-1955, Andrzej Trautman học kỹ thuật vô tuyến tại Đại học Công nghệ Warsaw. Sau khi lấy bằng thạc sĩ, theo sự động viên của giáo sư vật lý lý thuyết Jerzy Plebański của Đại học Công nghệ Warsaw, Andrzej Trautman tiếp tục nghiên cứu sau đại học trong nhóm của Leopold Infeld tại Viện Vật lý lý thuyết trực thuộc Đại học Warsaw. Viện này về sau trở thành nơi học tập và làm việc lâu dài của Trautman. Năm 1959, ông lấy bằng tiến sĩ tại Viện Vật lý trực thuộc Viện Hàn lâm Khoa học Ba Lan ở Warsaw.
Andrzej Trautman và Ivor Robinson đã phát hiện ra họ các nghiệm chính xác của phương trình trường Einstein và đặt tên cho phát hiện này là sóng hấp dẫn Robinson-Trautman.
Năm 1981, Andrzej Trautman là một trong những thành viên sáng lập của Hội đồng Văn hóa Thế giới.